# آپ (شرکت هواپیمایی)

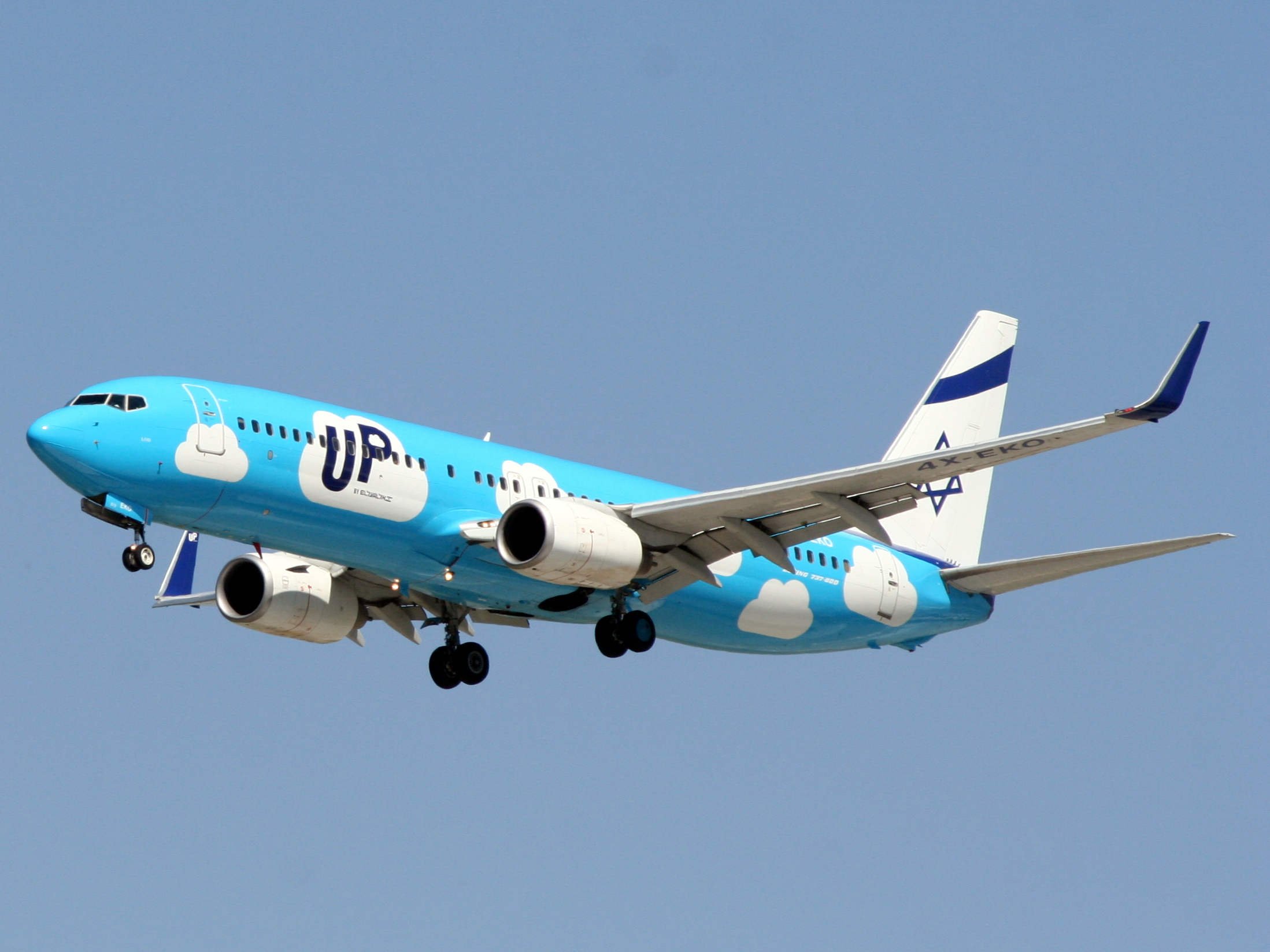
هواپیمایی از شرکت آپ (UP) که پرچم اسرائیل بر روی سکان عمودی آن طراحی شده است

آپ (شرکت هواپیمایی) (به انگلیسی: Up (airline)) یک شرکت هواپیمایی با کد یاتا LY است که در تاریخ ۱ نوامبر ۲۰۱۳ میلادی تأسیس شده است. این شرکت هواپیمایی به ۷ مقصد، پرواز مستقیم انجام می‌دهد.

## مقصدهای پروازی
| کشور      | شهر     | فرودگاه                             |
| --------- | ------- | ----------------------------------- |
| قبرس      | لارناکا | فرودگاه بین‌المللی لارناکا           |
| جمهوری چک | پراگ    | فرودگاه پراگ رازیون                 |
| آلمان     | برلین   | فرودگاه برلین شونفلد                |
| مجارستان  | بوداپست | فرودگاه بین‌المللی بوداپست فرنک لیست |
| اسرائیل   | تل‌آویو  | فرودگاه بین‌المللی بن گوریون         |
| اوکراین   | کی‌یف    | فرودگاه بین‌المللی بوریسپیل          |
| فرانسه    | پاریس   | فرودگاه اورلی                       |